# Pablo Feijoo

a Compétitions nationales et continentales officielles uniquement.

b Matchs officiels uniquement.
Dernière mise à jour le 15 février 2021.
Pablo Feijoo, né le 18 mai 1982 à Saint-Sébastien (Espagne), est un joueur international espagnol de rugby à XV évoluant au poste de demi de mêlée au sein des Complutense Cisneros, après avoir joué pour plusieurs clubs en Espagne et en Angleterre. Il détient les records du nombre de sélections et du nombre de capitanat avec la sélection à XV et a été le capitaine de l'équipe d'Espagne de rugby à sept.
De 2017 à 2022, il a été entraîneur de l'équipe espagnole de rugby à sept.

## Carrière de joueur

### En club
Pablo Feijoo comme le rugby dans sa ville natale de Saint-Sébastien, dans les rangs de l'Atlético Bera Bera.
En 2001, lui et son club montent en deuxième division, la División de Honor B. La même année, après avoir passé les tests de sélection, des rumeurs l'envoient signer au club d'ADUS, à Salamanque, où il souhaite étudier l'informatique à l'Université de Salamanque. Mais il part finalement étudier à l'université complutense de Madrid ; il étudie du lundi au jeudi avant d'aller s'entraîner avec Bera Bera le vendredi.
Après plusieurs années à suivre ce protocole, et alors qu'il est sur le point de partir en Italie dans le cadre du programme de bourse européen Erasmus, il reçoit une offre du club anglais Leicester Tigers en 2007, le faisant acquérir le statut de joueur professionnel et lui permettant d'évoluer dans le championnat d'Angleterre. Ayant signé un contrat d'un an, il s'entraîne avec l'équipe première mais joue avec le Waterloo RFC, un club de Liverpool évoluant en troisième division (« National Division Two »), ainsi qu'avec l'équipe des remplaçants de Leicester tous les lundis afin de s'aguerrir un temps pour viser l'équipe première. Il ne joue finalement que 6 matchs (pour 1 essai marqué) en tant qu'ailier, n'étant que le no 4 dans la hiérarchie des demis de mêlée.
En novembre 2007, El Salvador Rugby essaie d'engager Pablo Feijoo à la suite de la blessure de son demi de mêlée Shaan Stevens et dans la perspective de jouer le Challenge européen auquel le club s'est qualifié en étant champion d'Espagne. Mais le transfert n'a pas lieu et il finit la saison au sein du Waterloo RFC avec qui il joue le championnat et la coupe d'Angleterre aux côtés de son coéquipier en sélection nationale, Jaime Nava (en).
La saison suivante, Feijo signe pour le CRC Madrid et revient jouer en première division espagnole, malgré plusieurs offres de clubs anglais de deuxième division, afin de finir ses études dans la capitale espagnole. Cette saison, il est désigné meilleur joueur du championnat 2008-2009.
Il s'engage l'année suivante pour les Gatos de Madrid où il évolue toujours à l'heure actuelle.
Bien que ne jouant pas avec ces clubs en championnat, Pablo Feijo participe à deux campagnes européennes espagnoles : celles du CRC Madrid en 2009-2010 et celle d'El Salvador en 2010-2011, jouant respectivement 6 et 5 matchs (pour 1 essai inscrit avec Madrid).
En décembre 2014, il annonce qu'il rejoint les Complutense Cisneros pour la deuxième partie de la saison. En championnat, il ne joue que cinq matchs comme remplaçants, mais inscrit trois essais ; il joue trois matchs de Copa del rey dont une titularisation, sans inscrire de points.

### En équipe nationale

#### À XV
Après avoir joué pour toutes les sélections de jeunes de son pays, Pablo Feijo obtient sa première sélection avec l'équipe d'Espagne de rugby à XV à l'âge de 19 ans, le 17 février 2002 contre la Roumanie (défaite 34-12).
Il devient rapidement un joueur indispensable de la sélection, au point de devoir payer une amende à son club anglais lors de la saison 2007-2008 pour pouvoir rejoindre le groupe espagnol.
Il est notamment titulaire lors du seul match qu'a joué l'Espagne contre les Barbarians, le 23 mai 2007. En novembre 2009, il est sélectionné avec l'équipe XV Europe pour affronter les Barbarians français  au Stade Roi Baudouin à Bruxelles à l'occasion du 75e anniversaire de la FIRA – Association européenne de rugby. Les Baa-Baas l'emportent 26 à 39.
À noter qu'il a également joué pour une sélection d'Euskadi.

#### À sept
En 2008, il participe au championnat du monde universitaire disputé à Cordoue, et finit vice-champion, perdant en finale contre l'Afrique du Sud.
Il est également un joueur très important de l'équipe d'Espagne de rugby à sept, avec laquelle il participe a plusieurs tournois de classification pour la Coupe d'Europe (FIRA-AER), ainsi que les tournois finaux déterminant le champion d'Europe. Aussi bien à XV qu'à sept, Pablo Feijoo est le capitaine de la sélection nationale espagnole. Avec Feijoo comme capitaine et titulaire, l'Espagne finit 4e du tournoi final européen en 2009 puis 3e en 2011.
À partir de 2011, il participe à de nombreux tournois sur le circuit mondial IRB.
L'Espagne parvient à se qualifier pour les Jeux Olympiques de Rio de Janeiro en 2016 après avoir héroïquement battu les Samoa. Avec une victoire sur cinq matchs, l'Espagne termine à la dixième place, et Pablo Feijoo met un terme à sa carrière de joueur.

## Carrière d'entraîneur
En janvier 2017, Pablo Feijoo est nommé sélectionneur de l'équipe d'Espagne de rugby à sept. Pour accepter le poste, il a exigé au président de la fédération espagnole de rugby, son père Alfonso Feijoo, davantage de moyens financiers que ses prédécesseurs, qui, comme lui, ont délaissé le rugby à sept espagnol.
Après avoir perdu le statut de core team — équipe qui a le droit de participer à toutes les étapes des World Rugby Sevens Series —, la sélection de Feijoo récupère ce statut dès la deuxième année de son mandat. Reconnu pour être proche des joueurs et beaucoup travailler à développer le sept dans le pays, Pablo Feijoo met à profit sa grande expérience de joueur pour révolutionner le style de la sélection espagnole : pour compenser le déficit physique de ses joueurs par rapports aux équipes adverses, il implique plus de joueurs sur les phases défensives près du ballon, ce qui empêche les adversaires de trop s'étirer du fait de l'infériorité numérique près du ballon. Par ailleurs, il définit comme objectif principal le gain du quatrième match, soit le premier de la deuxième journée d'une étape de Sevens : les trois matchs du premier jour servent à sortir des poules, ce qui est un objectif trop ambitieux pour l'Espagne ; en revanche, le premier match du deuxième jour permet de définir si une équipe va se classifier vers le haut ou vers le bas du tableau. Le but est d'accumuler les points afin de conserver son statut de core team. Une stratégie payante, puisque l'Espagne n'a jamais perdu ce statut. En avril 2018, elle parvient même à se qualifier pour la deuxième fois de son histoire pour les quarts de finale du tableau principal en battant notamment l'Australie, et finissent 7es du tournoi de Hong Kong.
En 2022, il quitte le poste d'entraîneur national de l'Espagne de rugby à sept.

## Palmarès

### Comme joueur

#### En club
- Champion d'Espagne (1) : 2009 avec le CRC Madrid
- Liga Superibérica (1) : 2009 avec les Gatos de Madrid
- Coupe d'Espagne (3) : 2004 avec Bera Bera, 2009 avec le CRC Madrid, 2011 avec El Salvador
- Supercoupe d'Espagne (1) : 2009 avec le CRC Madrid

et aussi
- Ascension en deuxième division (División de Honor B) en 2001 avec Bera Bera
- Ascension en première division 2003 avec Bera Bera

#### En équipes nationales
- Vice-champion du monde de rugby à sept du Championnat du monde universitaire de Córdoba 2008.
- Troisième des Seven's Grand Prix Series en 2011[16], en ayant inscrit 17 essais (deuxième meilleur marqueur de la compétition).

#### Statistiques
(mis à jour le 15 février 2021)
- 67 sélections avec l'équipe d'Espagne de rugby à XV : 5 en 2002, 3 en 2003, 4 en 2004, 6 en 2005, 8 en 2006, 9 en 2007, 6 en 2008, 2 en 2009, 1 en 2010, 3 en 2011, 2 en 2012, 6 en 2013, 7 en 2014 et 2 en 2015.
- 100 points inscrits, soit 20 essais.

#### Records
Il possède le record du nombre de sélections avec l'Espagne en rugby à XV, avec 67 sélections.[réf. nécessaire]